# Carolina Brethauer
Carolina Andrea Brethauer Roncagliolo (Viña del Mar, 3 de enero de 1974) es una periodista y presentadora de televisión chilena. Ha participado en programas de televisión como Sin Dios ni late de Zona Latina, así como en las radios FM Tiempo y Agricultura.

## Biografía
Oriunda de Viña del Mar, Carolina asistió al St. Margaret's British School for Girls toda su etapa escolar. Luego estudió periodismo en la Universidad de Viña del Mar, titulándose en 1996.

## Carrera en televisión
Empezó su carrera periodística en Chilevisión como corresponsal desde el Congreso Nacional para el noticiero, aunque en televisión antes tuvo un paso como modelo en UCV Television. Luego se trasladó a Santiago para trabajar en Extra jóvenes. Posteriormente, decidió irse a Megavisión para ser editora periodística del programa juvenil Mekano.
Algunos años después llegó al programa Día a Día de TVN, como periodista de espectáculos, y finalmente a Viva la mañana de Canal 13, como comentarista de farándula.
En octubre de 2005 partió en La Red con un nuevo proyecto como panelista en un programa de conversación, Así Somos, junto a Juan Carlos Valdivia, Felipe Vidal, Juan Andrés Salfate, Mey Santamaría, Andrea Dellacasa y Javiera Acevedo, del cual se retiró el 27 de septiembre de 2010.
Durante 2010, estuvo a cargo de la conducción de Intrusos, en reemplazo de Julia Vial quien estaba con prenatal.
En 2011 se integró al canal de cable Zona Latina donde se mantuvo por siete años. Primero, fue conductora entre 2011 y 2014 de No eres tú, soy yo, un programa dedicado a los temas sobre la vida sentimental y sexual de las parejas chilenas. Y finalmente, el 1 de septiembre de 2014 asumió la conducción del programa de entrevistas Sin Dios ni late.
Desde marzo de 2022 fue la conductora del programa de análisis político Pauta libre de La Red, hasta el fin del espacio a mediados de año.

## Carrera radial
Además de su trabajo en televisión, Carolina condujo el programa radial Superados entre 2006 y 2015 en FM Tiempo. A lo largo de diez temporadas tuvo distintas parejas en la conducción, como el publicista Patricio Bauerle, Branko Karlezi, Jaime Coloma y José Miguel Furnaro, además de muchos panelistas estables como, Carmen Gloria Arroyo, el psicólogo Antonio Godoy y Pier Karlezi.
En noviembre de 2018 se integró a la Radio Agricultura para conducir El rompecabezas junto a Pedro Carcuro.